# مارثا تابرام
مارثا تابرام (بالإنجليزية: Martha Tabram)‏ (اسمها قبل الزواج الأبيض) (10 مايو 1849 - 7 أغسطس 1888) إمراة إنجليزية قتلت ضمن جرائم قتل وايت تشابل في الطرف الشرقي من لندن فكانت أول ضحية لجاك السفاح الذي لا يزال مجهول الهوية وتعتبر انها ليست ضمن الكنسي الخمسة ضحايا السفاح.

## روابط خارجية
- كتيب: جاك السفاح